# Берегове командування Повітряних сил Великої Британії
Берегове командування Королівських Повітряних сил Великої Британії (англ. RAF Coastal Command) — одне з командувань Королівських Повітряних сил Великої Британії, що існувало з 1936 по 1968 роки у складі Збройних сил Об'єднаного Королівства й зіграло одну з провідних ролей в протичовновій та протиповітряній обороні Британії, а також у справі захисту транспортних конвоїв, морських портів, військово-морських баз, інших важливих об'єктів, порятунку екіпажів кораблів, суден і літаків, що були збиті, та інше в роки Другої світової війни.

## Відео
- Coastal Command (WWII — Royal Air Force) [Архівовано 29 липня 2019 у Wayback Machine.]